# Angela Krauß

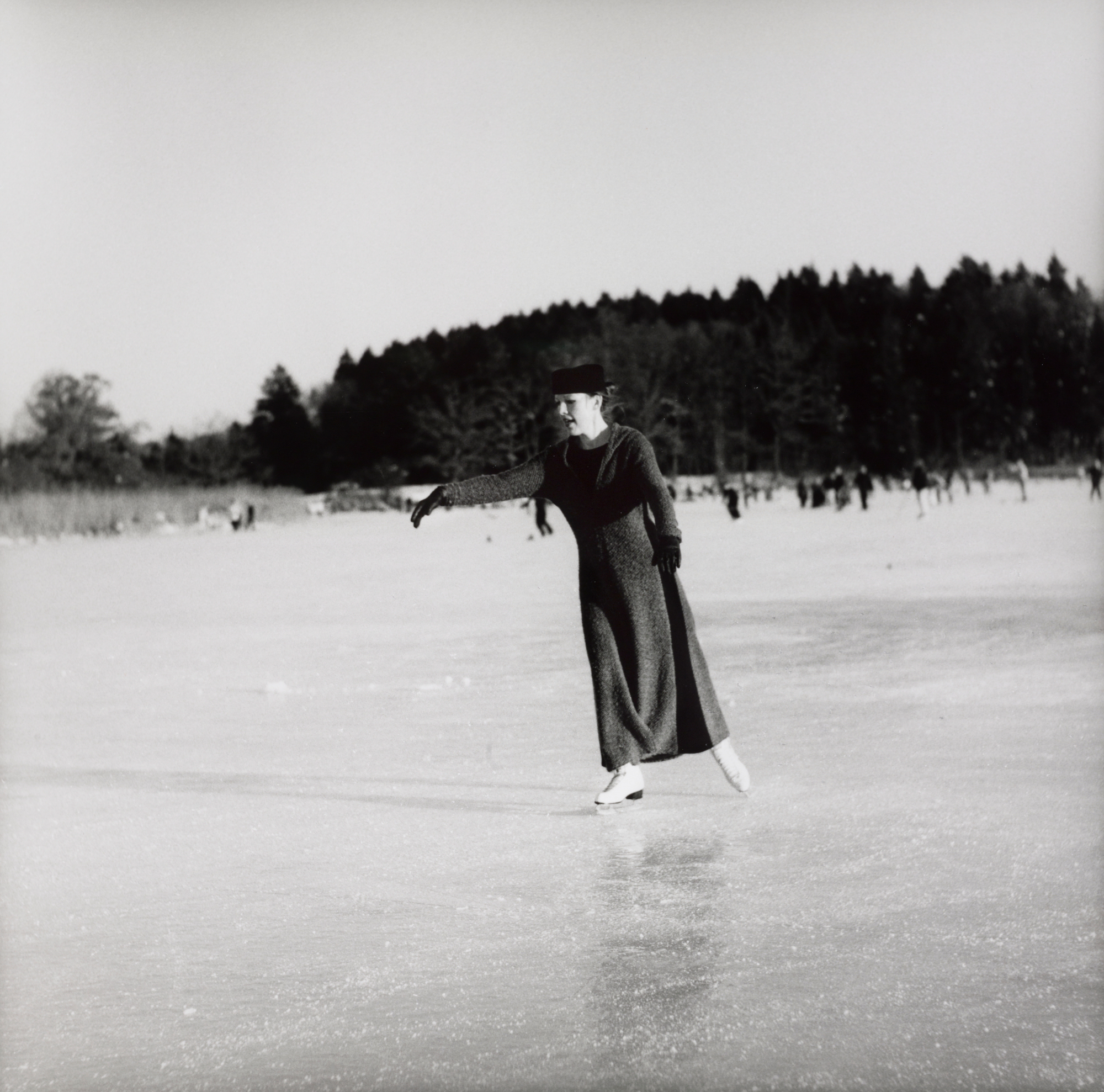
Angela Krauß beim Schlittschuhfahren während ihres Aufenthalts in der Villa Waldberta (2001)

Angela Krauß (* 2. Mai 1950 in Chemnitz, DDR) ist eine deutsche Schriftstellerin.

## Berufliche Entwicklung
Angela Krauß studierte nach einer Ausbildung zur Plakatmalerin von 1969 bis 1972 Werbeökonomie an der Fachschule für Werbung und Gestaltung in Ost-Berlin. Anschließend arbeitete sie in der Werbung und Öffentlichkeitsarbeit. Von 1976 bis 1979 studierte sie am Literaturinstitut Johannes R. Becher in Leipzig, wo sie seit 1980 als freie Schriftstellerin lebt. 1984 erschien ihr Debütbuch Das Vergnügen. Seit 1988 ist sie Autorin des Suhrkamp Verlags.
2000 hatte sie die Poetik-Dozentur der Universität Paderborn inne, 2004 hielt sie die Poetik-Vorlesungen an der Universität Frankfurt am Main. 2016 hielt sie die Poetikvorlesung an der Theologischen Fakultät der Humboldt-Universität zu Berlin.

## Ehrenamtliches Engagement
Angela Krauß ist Mitglied des PEN-Zentrums Deutschland und der Sächsischen Akademie der Künste; seit 2006 ist sie auch ordentliches Mitglied der Akademie der Wissenschaften und der Literatur Mainz sowie seit 2014 Mitglied der Akademie der Künste Berlin.

## Auszeichnungen und Ehrungen
| - Hans-Marchwitza-Preis (1986) - Ingeborg-Bachmann-Preis, Klagenfurt (1988) - Stadtschreiber von Graz (1990) - Förderpreis zum Lessing-Preis des Freistaates Sachsen (1995) - Berliner Literaturpreis (1996) - Villa-Massimo-Stipendiatin (1999) - Gerrit-Engelke-Preis (2000) - Thomas-Valentin-Literaturpreis (2001) | - Kester-Haeusler-Ehrengabe der Deutschen Schillerstiftung (2002) - Stipendiatin der Calwer Hermann-Hesse-Stiftung (2006) - Hermann-Lenz-Preis (2007) - Rainer-Malkowski-Preis (2010) - Franz-Nabl-Preis (2011) - Wilhelm-Müller-Preis (2013) - Christine Lavant Preis (2019) - Sächsischer Literaturpreis (2024) |

## Werke (Auswahl)
| - Das Vergnügen (= Edition neue Texte), mit einer Nachbemerkung von Joachim Nowotny. Aufbau-Verlag, Berlin/Weimar 1984, DNB 840773994. - Glashaus. Aufbau-Verlag, Berlin/Weimar 1988, ISBN 3-351-01278-0. - Der Dienst. Suhrkamp, Frankfurt am Main 1990, ISBN 3-518-40295-1. - Dienst-Jahre und andere Prosa. Aufbau-Verlag, Berlin/Weimar 1991, ISBN 3-351-01736-7. - Die Überfliegerin. Suhrkamp, Frankfurt am Main 1995, ISBN 3-518-40713-9. - Sommer auf dem Eis. Suhrkamp, Frankfurt am Main 1998, ISBN 3-518-40993-X. - mit Andreas Wolf (Texte): Ralf Schuhmann (Fotograf): Leipzig im Umbruch. Verlag der Kunst, Amsterdam/Dresden 1999, ISBN 90-5705-142-7. - Milliarden neuer Sterne. Suhrkamp, Frankfurt am Main 1999, ISBN 3-518-41062-8. - Formen der inneren und äußeren Welt (= Paderborner Universitätreden 71, hrsg. von Peter Freese). Paderborn 2000, DNB 960190228. | - Leipzig von gestern und morgen. In: Wolfgang Kil (Hrsg.): Neue Landschaft Sachsen. Elf Zustandsberichte und eine Polemik. Verlag der Kunst, Dresden 2001, ISBN 90-5705-168-0, S. 4–6. - Weggeküßt. Suhrkamp, Frankfurt am Main 2002, ISBN 3-518-41355-4. - Orte (= Stichwort 1, Heft 4), mit einer Aquatinta-Radierung von Peter Sylvester. Leipziger Bibliophilen-Abend, Leipzig 2003, DNB 972040552. - Die Gesamtliebe und die Einzelliebe, Poetikvorlesungen. Suhrkamp, Frankfurt am Main 2004, ISBN 3-518-12389-0. - Wie weiter. Suhrkamp, Frankfurt am Main 2006, ISBN 3-518-41824-6. - Triest. Theater am Meer (= Insel-Bücherei 1290). Insel-Verlag, Frankfurt am Main/Leipzig 2007, ISBN 978-3-458-19290-9. - Ich muß mein Herz üben. Gedichte (= Insel-Bücherei 1315). Insel-Verlag, Frankfurt am Main/Leipzig 2009, ISBN 978-3-458-19315-9. - Im schönsten Fall. Suhrkamp, Berlin 2011, ISBN 978-3-518-42173-4. - Eine Wiege. Suhrkamp, Berlin 2015, ISBN 978-3-518-42468-1. - Der Strom. Suhrkamp, Berlin 2019, ISBN 978-3-518-42867-2. - Das Weltgebäude muß errichtet werden. Man will ja irgendwo wohnen. Suhrkamp, Berlin 2024, ISBN 978-3-518-43118-4. |

Nachweise Werke:
Hörbücher
- in: Dichtung des 20. Jahrhunderts: Meine 24 sächsischen Dichter. Hrsg. Gerhard Pötzsch, 2 CDs, Militzke Verlag, Leipzig 2009, ISBN 978-3-86189-935-8.[15]
- Pythagoräischer Zauber. Angela Krauß liest. 4 CDs, BUCHFUNK Hörbuchverlag, Leipzig 2020, ISBN 978-3-86847-000-0.